# 10 août en sport
10 juillet 10 septembre
Chronologies thématiques
- Croisades
- Ferroviaires
- Disney

Le 10 août (222e jour de l'année ou 223e en cas d'année bissextile) en sport.

## Événements

### XIXesiècle
- 1869 :
  - (Football) : fondation du club anglais du Clapham Rovers Football Club.
- 1900 :
  - (Tennis) : les États-Unis remportent la première édition de la Coupe Davis qui se résumait à un défi américano-britannique. Sur trois jours, les Américains s'imposent par trois victoires à rien.

### XXesièclede1901à1950
- 1907 :
  - (Sport automobile) : le prince Scipion Borghèse remporte le raid automobile Pékin-Paris.
- 1923 :
  - (Football) : fondation du club espagnol du Celta Vigo.

### XXesièclede1951à2000
- 1962 :
  - (Natation) : les Français Alain Gottvallès, Gérard Gropaiz, Jean-Pascal Curtillet et Robert Christophe portent le record du monde du 4 × 100 mètres nage libre à 3 min 42 s 5.
- 1980 :
  - (Formule 1) : Grand Prix automobile d'Allemagne.
- 1983 :
  - (Athlétisme) : Jarmila Kratochvílová porte le record du monde féminin du 400 mètres à 47 s 99.
- 1986 :
  - (Sport automobile) : le Brésilien Nelson Piquet (Williams-Honda) remporte le 1er Grand Prix de Hongrie de Formule 1 en s'imposant, sur le Hungaroring à Budapest, devant son compatriote Ayrton Senna (Lotus-Renault) et le Britannique Nigel Mansell (Williams-Honda).
- 1992 :
  - (Natation) : Matt Biondi porte le record du monde du 100 mètres nage libre à 48 s 42.
- 1995 :
  - (Athlétisme) : à Göteborg, l'Ukrainienne Inessa Kravets porte le record du monde féminin du triple saut à 15,50 mètres. Cette marque constitue toujours le record du monde de la discipline.
- 1997 :
  - (Formule 1) : Grand Prix de Hongrie.

### XXIesiècle
- 2002 :
  - (Rugby à XV) : en battant l'Afrique du Sud 23-30 à Durban, les All-blacks assurent leur première place finale dans le Tri-nations, avant même le match restant à disputer entre l'Australie et les Springboks.
- 2007 :
  - (Sport automobile) : la Scuderia Toro Rosso officialise l'engagement du pilote français Sébastien Bourdais, triple champion en Champ Car, pour disputer le championnat du monde de Formule 1 à compter de la saison 2008 aux côtés de l'Allemand Sebastian Vettel.
- 2012 :
  - (JO) : 17e jour de compétition aux Jeux olympiques.
- 2016 :
  - (Jeux olympiques de Rio 2016) : 8e jour de compétition aux Jeux de Rio.
- 2017 :
  - (Athlétisme /Championnats du monde) : sur la 7e journée des Championnats du monde d'athlétisme, chez les hommes, victoire sur le 200 m du Turc Ramil Guliyev et au triple saut, victoire de l'américain Christian Taylor; chez les femmes, sur le 400 m haies, victoire de l'américaine Kori Carter.
- 2018 :
  - (Championnats sportifs européens) : sur la 8e journée de compétition, en athlétisme, chez les hommes sur 400m, victoire du Britannique Matthew Hudson-Smith, sur 110m haies, victoire du Français Pascal Martinot-Lagarde et sur 1 500m, victoire du Norvégien Jakob Ingebrigtsen. Chez les femmes, sur la hauteur, victoire de la Russe Mariya Lasitskene, sur le triple saut, victoire de la Grecque Paraskeví Papahrístou, sur le javelot, victoire de l'Allemande Christin Hussong, sur le 400m haies, victoire de la Suisse Lea Sprunger et sur le 800m, victoire de l'Ukrainienne Nataliya Pryshchepa. En plongeon, chez les hommes, au tremplin à 3m synchronisé, victoire des Russes Ievgueni Kouznetsov et Ilia Zakharov, chez les femmes, au tremplin à 1m, victoire de la Russe Mariia Polyakova. En triathlon, chez les hommes, victoire du Français Pierre Le Corre.
  - (Football /Championnat de France) : début de la 81e édition du championnat de France de football qui se terminera le 25 mai 2019[1]. Les équipes promues de deuxième division sont le Stade de Reims et le Nîmes Olympique qui remplacent le Football Club de Metz et l'ESTAC.
- 2023 : 
  - (Voile /Mondiaux) : début de la 6e édition des Championnats du monde de voile qui ont lieu à Schéveningue, un quartier de La Haye aux Pays-Bas, jusqu'au 20 août 2023.
- 2024 :
  - (Jeux olympiques d'été /JO de Paris) : 17e et avant dernier-jour de compétitions des Jeux olympiques.

## Naissances

### XIXesiècle
- 1859 : 
  - Larry Corcoran, joueur de baseball américain. († 14 octobre 1891).
- 1896 : 
  - Konrad Johannesson, hockeyeur sur glace canadien. Champion olympique aux Jeux d'Anvers 1920. († 28 octobre 1968).
- 1897 : 
  - Maurice Brownlie, joueur de rugby à XV néo-Zélandais. (61 sélections en équipe nationale). († 21 janvier 1957).
- 1900 : 
  - Arthur Porritt, athlète de sprint, puis homme d'État néo-zélandais. Médaillé de bronze du 100 m aux Jeux de Paris 1924. Membre du CIO de 1934 à 1967. († 1er janvier 1994).

### XXesièclede1901à1950
- 1902 : 
  - Roger Triviaux, joueur de rugby français. (2 sélections en équipe de France). († 7 décembre 1964).
- 1908 : 
  - Billy Gonsalves, footballeur américain. (6 sélections en équipe nationale). († 17 juillet 1977).
  - Lauri Lehtinen, athlète de fond finlandais. Champion olympique du 5 000 m aux Jeux de Los Angeles 1932 et médaillé d'argent sur 5 000 m aux Jeux de Berlin 1936. († 4 décembre 1973).
- 1910 : 
  - Guy Mairesse, pilote de courses automobile français. († 24 avril 1954).
- 1912 : 
  - Romain Maes, cycliste sur route belge. Vainqueur du Tour de France 1935. († 22 février 1983).
- 1913 : 
  - Heinz Von Allmen, skieur suisse. († 11 novembre 2003).
- 1915 : 
  - Carlos Menditéguy, pilote de F1 et joueur de polo argentin. († 27 avril 1973).
- 1920 :
  - Red Holzman, basketteur puis entraîneur américain. († 13 novembre 1998).
- 1921 : 
  - John Archer, athlète de sprint britannique. Médaillé d'argent du relais 4×100 m aux Jeux de Londres 1948. Champion d'Europe d'athlétisme du 100 m 1946. († 29 juillet 1997).
- 1927 : 
  - Jean Guichet, pilote de courses automobile d'endurance français. Vainqueur des 24 Heures du Mans 1964.
- 1928 :
  - Gerino Gerini, pilote de courses automobile italien. († 17 avril 2013).
- 1929 : 
  - Joseph Ujlaki, footballeur hongrois puis français. (21 sélections avec l'équipe de France). († 13 février 2006).
- 1933 : 
  - Rocky Colavito, joueur de baseball américain.
- 1934 : 
  - Tevfik Kiş, lutteur de gréco-romaine turc. Champion olympique des -87 kg aux Jeux de Rome 1960. Champion du monde de lutte gréco-romaine des -87 kg 1962 et 1963. Champion d'Europe de lutte gréco-romaine des -87 kg 1966. († 4 septembre 2019).
- 1935 : 
  - André Moulon, footballeur puis entraîneur français. († 14 avril 2009).
- 1942 : 
  - Heide Schildeknecht, joueuse de tennis allemande.
- 1945 : 
  - Jean-Claude Rossignol, joueur de rugby à XV français. (1 sélection en équipe de France). († 24 novembre 2016).
- 1947 : 
  - Laurent Pokou, footballeur puis entraîneur ivoirien. (70 sélections en équipe nationale). († 13 novembre 2016).
- 1950 : 
  - Joël Audiger, footballeur français.

### XXesièclede1951à2000
- 1953 :
  - Michel Laurent, cycliste sur route français. Vainqueur de la Flèche wallonne 1978.
- 1954 :
  - José Marajo, athlète de demi-fond français.
- 1956 :
  - Dianne Fromholtz, joueuse de tennis australienne. Victorieuse de la Fed Cup 1974.
  - Sergueï Soukhoroutchenkov, cycliste sur route soviétique puis russe. Champion olympique sur route aux Jeux de Moscou 1980.
- 1957 :
  - Ronald Borchers, footballeur allemand. Vainqueur de la Coupe UEFA 1980. (6 sélections en équipe nationale). († 18 août 2024).
- 1958 :
  - Michael Dokes, boxeur américain. Champion du monde poids lourds de boxe du 10 décembre 1982 au 23 septembre 1983. († 11 août 2012).
  - Wolfgang Funkel, footballeur allemand. (2 sélections en équipe nationale).
- 1960 :
  - Marcel Dib, footballeur français. (6 sélections en équipe de France).
  - Kenny Perry, golfeur américain. Vainqueur de la Ryder Cup 2008.
- 1961 :
  - Diego Cash, joueur de rugby à XV argentin. (38 sélections en équipe nationale).
- 1964 :
  - Andy Caldecott, pilote de rallye-raid moto australien. († 9 janvier 2006).
- 1965 :
  - John Starks, basketteur américain.
- 1966 :
  - Hossam Hassan, footballeur puis entraîneur égyptien. Champion d'Afrique des nations de football 1986, 1998 et 2006. Vainqueur des Coupe des clubs champions africains 1987 et 2002. (176 sélections en équipe nationale).
  - Eric Hélary, pilote de courses automobile d'endurance français. Vainqueur des 24 Heures du Mans 1993.
- 1967 :
  - Philippe Albert, footballeur belge. (41 sélections en équipe nationale).
  - Riddick Bowe, boxeur américain. Médaillé d'argent des +91 kg aux Jeux de Séoul 1988. Champion du monde poids lourds de boxe du 13 novembre 1992 au 6 novembre 1993 puis du 11 mars 1995 au 1er mai 1996.
  - Jean-Guy Wallemme, footballeur puis entraîneur français.
- 1968 :
  - Dali Benoit, footballeur ivoirien. (sélectionné en équipe nationale). († 11 janvier 2011).
  - Matías Corral, joueur de rugby à XV argentin. (17 sélections en équipe nationale).
  - Sékana Diaby, footballeur puis entraîneur ivoirien. Champion d'Afrique de football 1992. (6 sélections en équipe nationale).
- 1970 :
  - Doug Flach, joueur de tennis américain.
  - Bret Hedican, hockeyeur sur glace américain.
- 1971 :
  - Roy Keane, footballeur puis entraîneur irlandais. Vainqueur de la Ligue des champions 1999. (67 sélections en équipe nationale).
  - Mario Kindelán, boxeur cubain. Champion olympique des -60kg aux Jeux de Sidney 2000 et aux Jeux d'Athènes 2004. Champion du monde de boxe amateur des -60kg 1999, 2001 et 2003.
  - Paul Newlove, joueur de rugby à XIII anglais. (6 sélections en équipe nationale).
- 1972 :
  - Lawrence Dallaglio, joueur de rugby à XV anglais. Champion du monde de rugby à XV 2003. Vainqueur du Tournoi des Cinq Nations 1996, du Grand chelem 2003  puis des Tournois des Six Nations 2000 et 2001. (85 sélections en équipe nationale)
- 1973 :
  - Andy Hicks, joueur de snooker anglais.
  - Lisa Raymond, joueuse de tennis américaine. Médaillée de bronze en double mixte aux Jeux de Londres 2012. Victorieuse de la Fed Cup 2000.
  - Ioan Viorel Ganea, footballeur roumain. (45 sélections en équipe nationale).
  - Javier Zanetti, footballeur argentin. Médaillé d'argent aux Jeux d'Atlanta 1996. Vainqueur de la Coupe UEFA 1998 puis de la Ligue des champions 2010. (145 sélections en équipe nationale).
- 1974 :
  - Paul Boehm, skeletoneur canadien.
  - Luis Marín, footballeur costaricien. (130 sélections en équipe nationale).
  - David Sommeil, footballeur français.
  - Alexandre Zoubkov, pilote de bobsleigh russe. Médaille d'argent en bob à 4 aux Jeux de Turin 2006 et médaillé de bronze en bob à 2 aux Jeux de Vancouver 2010. Champion du monde de bob à deux 2011.
- 1975 :
  - İlhan Mansız, footballeur turc. (21 sélections en équipe nationale).
- 1978 :
  - Marcus Fizer, basketteur américain.
  - Cédric Melotte, pilote de moto-cross belge.
  - Bart Wellens, cyclo-crossmann belge. Championnats du monde de cyclo-cross 2003 et 2004.
- 1979 :
  - Kent Davyduke, hockeyeur sur glace canadien.
  - Demetrio Greco, footballeur italien.
  - Caroline Lalive, skieuse américaine.
  - Rémy Martin, joueur de rugby à XV français. Vainqueur du Grand chelem 2002 et du tournoi des six nations 2006. (23 sélections en équipe de France).
- 1980 :
  - Josh Davis, basketteur américain.
  - Tristan Gale, skeletoneuse américaine. Championne olympique aux Jeux de Salt Lake City 2002.
  - Frédéric Thomas, footballeur français.
- 1981 :
  - Taufik Hidayat, joueur de badminton indonésien. Champion olympique en simple aux Jeux d'Athènes 2004. Champion du monde de badminton par équipes masculines 2000 et 2002. Champion du monde de badminton en simple 2005.
  - Nikolay Karpenko, sauteur à ski Kazakh.
  - Malek Maath, footballeur saoudien. (42 sélections en équipe nationale).
- 1982 :
  - John Alvbåge, footballeur suédois. (4 sélections en équipe nationale).
  - Nicolás Fuchs, pilote automobile de rallye-raid péruvien.
  - Shaun Murphy, joueur de snooker anglais. Champion du monde de snooker 2005.
- 1983 :
  - Nikolai Hentsch, skieur brésilien.
  - Kristen Mann, basketteuse américaine. (8 sélections en équipe nationale).
  - Alexandre Perejoguine, hockeyeur sur glace russe. Champion du monde de hockey sur glace 2009 et 2012.
- 1984 :
  - Alexis Driollet, joueur de rugby à XV français.
  - Hayden Stoeckel, nageur australien. Médaillé d'argent du relais 4×100 m 4 nages et médaillé de bronze du 100 m dos aux Jeux de Pékin 2008. Champion du monde de natation du relais 4 × 100 m 4 nages 2007.
- 1986 :
  - Andrea Hlaváčková, joueuse de tennis tchèque. Médaillée d'argent du double aux Jeux de Londres 2012. Victorieuse des Fed Cup 2012 et 2014.
- 1987 :
  - Kévin Ramirez, joueur de futsal franco-espagnol. (38 sélections en équipe de France).
- 1988 :
  - Melquíades Álvarez, nageur espagnol.
- 1989 :
  - Kevin Rolland, skieur acrobatique français. Médaillé de bronze du half-pipe aux Jeux de Sotchi 2014. Champion du monde de ski acrobatique du half-pipe 2009 puis médaillé d'argent du half-pipe aux Mondiaux de ski acrobatique 2011 et 2019 puis de bronze aux Mondiaux de 2017.
- 1990 :
  - Elise Kellond-Knight, footballeuse australienne. (107 sélections en équipe nationale).
  - Hannah Tyrrell, joueuse de rugby à XV irlandaise.
- 1991 :
  - Jordan McLean, joueur de rugby à XIII australien. Champion du monde de rugby à XIII 2017. (8 sélections en équipe nationale).
  - Jimmy Turgis, cycliste sur route français.
- 1992 :
  - Dayer Quintana, cycliste sur route colombien.
- 1993 :
  - Andre Drummond, basketteur américain. Champion du monde de basket-ball 2014.
  - Amanda Kolczynski, handballeuse française. Médaillée de bronze au CE de handball féminin 2016. (2 sélections en équipe de France).
- 1994 :
  - Søren Kragh Andersen, cycliste sur route danois. Champion du monde de cyclisme sur route du contre la montre par équipes 2017.
  - Bernardo Silva, footballeur portugais. Vainqueur de la Ligue des nations de l'UEFA 2019. (38 sélections en équipe nationale).
- 1995 :
  - Rémi Cavagna, cycliste sur route français.
  - Saïd Benrahma, footballeur algérien. (2 sélections en équipe nationale).
- 1996 :
  - Callum Scotson, cycliste sur piste et sur route australien. Champion du monde de cyclisme sur piste de la poursuite par équipes 2016.
- 1997 :
  - Saad Agouzoul, footballeur marocain.
- 1999 :
  - Anton Brehme, joueur allemand de volley-ball.
  - Jens Cajuste, footballeur suédois.
  - Ja Morant, basketteur américain.

### XXIesiècle
- 2004 :
  - Vegard Solheim, footballeur norvégien.
- 2007 :
  - Artem Stepanov, footballeur ukrainien.

## Décès

### XXesièclede1901à1950
- 1910 : 
  - Joe Gans, 35 ans, boxeur américain. Champion du monde poids légers de boxe de 1902 à 1908. (° 25 novembre 1874).
- 1921 : 
  - Ernest Wallon, 70 ans, juriste et professeur de droit puis dirigeant sportif français. Président du Stade toulousain de 1907 à 1912. (° 1er mai 1851).
- 1940 : 
  - Thomas Hughes, 88 ans, footballeur anglais. (° 17 septembre 1851).

### XXesièclede1951à2000
- 1960 : 
  - Steve Casey, 77 ans, joueur de rugby à XV néo-zélandais. (8 sélections en équipe nationale). (° 24 décembre 1882).
- 1968 : 
  - Gabriel Hanot, 78 ans, footballeur puis entraîneur et journaliste français. (12 sélections en équipe de France). Sélectionneur de l'équipe de France de 1945 à 1949. (° 6 novembre 1889).
- 1976 : 
  - Bert Oldfield, 81 ans, joueur de cricket australien. (54 sélections en test cricket). (° 9 septembre 1894).
- 1991 : 
  - Ellen Braumüller, 80 ans, athlète de sauts et de lancers ainsi que du sprint allemande. Médaillée d'argent du lancer de javelot aux Jeux de Los Angeles 1932. (° 24 décembre 1910).
- 1995 : 
  - Marie Dollinger, 84 ans, athlète de sprint et de demi-fond allemande. (° 28 octobre 1910).

### XXIesiècle
- 2001 : 
  - Lou Boudreau, 84 ans, joueur de baseball puis manager américain. (° 17 juillet 1917).
- 2007 : 
  - Jean Rédélé, 85 ans, pilote de courses automobile français. (° 17 mai 1922).
- 2009 : 
  - Francisco Valdés, 66 ans, footballeur chilien. (52 sélections en équipe nationale). (° 19 mars 1943).
- 2011 : 
  - Oldřich Macháč, 65 ans, hockeyeur sur glace tchécoslovaque puis tchèque. Médaillé de bronze aux Jeux de Sapporo 1972. Champion du monde de hockey sur glace 1972, 1976 et 1977. (° 18 avril 1946).
- 2012 : 
  - Philippe Bugalski, 49 ans, pilote de rallye automobile français. (2 victoires en rallye). (° 12 juin 1963).
- 2018 : 
  - Louis Fajfrowski, 21 ans, joueur de rugby à XV français. (° 6 décembre 1996).
- 2022 : 
  - Fernando Chalana, footballeur portugais. (27 sélections en équipe nationale). (° 10 février 1959).